# Landesregierung Wedenig IV
Die Landesregierung Wedenig IV bildet die Kärntner Landesregierung in der 19. Gesetzgebungsperiode ab ihrer Wahl am 1. Juni 1956 bis zur Angelobung der nachfolgenden Landesregierung Wedenig V am 30. März 1960.
Ferdinand Wedenig (SPÖ) wurde im ersten Wahlgang mit 19 von 36 Stimmen gewählt. 12 Stimmzettel waren leer geblieben (ungültig), vier lauteten auf den Abgeordneten Hubert Kraus, eine Stimme auf Reinhold Huber. Die Ämter des Ersten und Zweiten Landeshauptmann-Stellvertreters sowie die Ämter der Landesräte wurden nach dem Proporzsystem vergeben. Gegenüber der vorangegangenen Amtsperiode war es in der Landesregierung zu lediglich zwei Änderungen gekommen. In der SPÖ wurde Erwin Pabst durch Hans Sima ersetzt, die ÖVP nominierte an Stelle von Alois Karisch diesmal Thomas Truppe. Hans Rader gehörte erneut dem Landtag an, war jedoch von der Wahlpartei der Unabhängigen zur Freiheitlichen Partei Österreichs gewechselt.

## Regierungsmitglieder
| Amt                                          | Name              | Partei | Referate |
| -------------------------------------------- | ----------------- | ------ | -------- |
| Landeshauptmann                              | Ferdinand Wedenig | SPÖ    |          |
| 1. Landeshauptmann-Stellvertreter            | Matthias Krassnig | SPÖ    |          |
| 2. Landeshauptmann-Stellvertreter, Landesrat | Hans Ferlitsch    | ÖVP    |          |
| Landesrat                                    | Hans Sima         | SPÖ    |          |
| Landesrat                                    | Hans Scheiber     | SPÖ    |          |
| Landesrat                                    | Thomas Truppe     | ÖVP    |          |
| Landesrat                                    | Hans Rader        | FPÖ    |          |